# Чижик, Мельхиор Осипович
Мельхиор Осипович Чижик (пол. Melchior Teodor Romuald Baltazar Czyżyk; 21 октября 1835, Минск  — 9 августа 1900, Мача) — белорусский и польский революционер, штабс-капитан русской императорской армии, участник Восстания 1863—1864 годов.

## Биография
Мельхиор Осипович Чижик родился 21 октября 1835 года в семье мелкого белорусского шляхтича Юзефа (Осипа) Емельяновича Чижика и его жены Анны Чижик (в девичестве  Жилковская). Помимо него в семье был младший брат Эдуард Чижик (1840 — 1899) и сестра, которая умерла во младенчестве. Отец Мельхиора работал учителем математики в Минской мужской гимназии, а мать следила за домашним хозяйством. Начальное образование получил в Минской мужской губернской гимназии, затем в 1848 году был направлен на обучение в Полоцкий кадетский корпус после которого принят в Константиновское артиллерийское училище которое окончил в 1856 году в звании подпоручика.

## Личная жизнь
В 1870 году в ссылке, женился на уроженке Вильно Станиславе Гедройц (1845 — после 1883). В браке родились Станислав Антон Чижик (1.11.1872 — 31.3.1935), Богдан Иосиф Чижик (18.2.1874 — 24.4.1906), Анна Элеонора Чижик (18.7.1875 — 3.8.1939) и Константин Чижик (18.12.1881 — 11.1.1883). 